# Obvinění
Obvinění v oblasti práva znamená formální seznámení osoby podezřelé z trestné činnosti s tím, co jí je kladeno za vinu, čímž zároveň začíná vlastní trestní řízení a z dotyčné osoby se stává obviněný. Přesný postup se v různých jurisdikcích liší. V Česku k obvinění dojde doručením usnesení o zahájení trestního stíhání, které vydává policejní orgán nebo výjimečně státní zástupce; podobně je tomu v jiných zemích s kontinentálním evropským právem. V anglosaském právu se obvinění (arraignment, slyšení s obžalovaným) odehrává u soudu, přičemž soudce od obviněného obvykle očekává zaujetí stanoviska k obvinění (plea, vyjádření obžalovaného), tedy zda se cítí vinen nebo nevinen z toho, co se mu klade za vinu (někde se připouštějí i jiné možnosti vyjádření).